# 十二月会议
十二月会议又称杨家沟会议，是1947年12月25日至28日间，毛泽东在陕西省米脂县杨家沟主持召开的中共中央扩大会议。毛泽东、周恩来、任弼时之外，参加会议的还有西北局、陕甘宁边区和晋绥边区的党政军主要领导人彭德怀、贺龙、林伯渠、张宗逊、习仲勋、马明方、张德生、甘泗淇、王维舟、李井泉、赵林、谢觉哉等人。

## 历史
1947年11月22日，转战陕北8个月的中央纵队机关进驻了杨家沟。1947年12月7日至24日举行中央会议预备会议，分政治、军事、土地政策三个小组。1947年12月25日会议正式开始，讨论通过了毛泽东《目前形势和我们的任务》的书面报告。报告分析了国际国内形势，总结了第二次国共内战以来多方面的经验，提出了军事史上著名的十大军事原则，制定了经济政策。还对土地改革纠偏、整顿党的组织、革命统一战线等问题，作了深刻的论述，提出了夺取全国胜利的各项任务。周恩来在会上作了军事形势报告，代表党中央提出，要将革命战争一直打下去，用三至五年的时间消灭蒋介石，夺取全国胜利。任弼时在关于土地改革等问题的发言里，严肃地批评了土改中盲目扩大打击面的“左”倾错误，指出对农村各阶级各阶层应采取正确的政策，要求各地加强领导，坚决、迅速地纠正各种“左”的偏差。通过了土地改革中需要遵守的重要政策以及新民主主义革命的三大经济纲领
杨家沟会议是在中国革命战争的历史转折关头召开的一次具有重大意义的会议。这次会议所制定的政治、经济纲领，与《新民主主义论》和《论联合政府》中提出的纲领相比有了进一步的发展。
1948年1月，中共中央在杨家沟继续开会，进一步研究战略进攻和如何纠“左”等问题，慎重制定土地改革的一系列具体政策。